# Głuszyno
Głuszyno (kaschubisch Wiôldżé Głëszëno; deutsch Groß Gluschen; slowinzisch Vjẽlħė Glȧ̃šänɵ) ist ein Dorf in der polnischen Woiwodschaft Pommern und gehört zur Landgemeinde Potęgowo (Pottangow) im Powiat Słupski (Kreis Stolp).

## Geographische Lage und Verkehrsanbindung
Das ehemalige Gutsdorf Głuszyno liegt in einer Ebene östlich der Kreisstadt Słupsk (Stolp) zwischen der Łupawa (Lupow) und Łeba (Leba). Durch den Ort führt eine Nebenstraße, die Głuszynko (Klein Gluschen) mit Dąbrówka (Damerkow) verbindet. Das Dorf ist als Głuszyno Pomorskie Bahnstation an der Bahnstrecke von Danzig nach Stargard.

## Geschichte
Der historischen Dorfform nach war Głuszyno ein kleines Gassendorf. Schon 1482 war es im Besitz der Familie Rexin. Im Jahre 1682 wurde der kurfürstlich brandenburgische General und Kriegsminister Joachim Ernst von Grumbkow neuer Eigentümer des Ortes. Der preußische Staatsminister Philipp Otto von Grumbkow zählte zu den bedeutendsten Besitzern. Im Jahre 1706 folgten die Somnitz, spätere Eigentümer waren der preußische Generalleutnant Georg Dietrich von Puttkamer, die Kamekes und die Pirchs.
Im Jahre 1784 gab es in Groß Gluschen ein Vorwerk, fünf Bauern, zwei Halbbauern, fünf Kossäten, eine Schmiede, einen Schulmeister und – auf der Feldmark neu angelegt – das Vorwerk Marienhof, eine Wassermühle und eine Holzwärterwohnung bei insgesamt 21 Feuerstellen.
Im Jahre 1854 kaufte es Ferdinand Neitzke. Im Jahre 1931 ist Dr. Erich von Rieck-Eggebert letzter Besitzer des 815 Hektar großen Rittergutes (bei 680 Hektar Ackerland und 51 Hektar Wald) geworden. Neben dem Gut gab es in Groß Gluschen zehn landwirtschaftliche Betriebe.
Im Jahre 1910 zählte Groß Gluschen 378 Einwohner. Ihre Zahl sank bis 1933 auf 354 und betrug 1939 wieder 362.
Bis zum Ende des Zweiten Weltkriegs gehörte Groß Gluschen zum Landkreis Stolp im Regierungsbezirk Köslin in der preußischen Provinz Pommern. Zu Groß Gluschen gehörten die Wohnplätze Fuchsberg (Piaseczno) und Mühle. Das Dorf war dem Amts- und Standesamtsbezirk Klein Gluschen (Głuszynko) zugeordnet und lag im Amtsgerichtsbereich Stolp (Słupsk).
Gegen Ende des Zweiten Weltkriegs wurde die Region am 9. März 1945 von der Roten Armee besetzt. Bald darauf wurde Groß Gluschen unter polnische Verwaltung gestellt. Die Soldaten der Roten Armee verschleppten viele Einwohner und richteten im Gut Groß Gluschen eine Kolchose ein. Ins Dorf eingewanderte Polen übernahmen die restlichen Häuser und Gehöfte des Dorfs. Groß Gluschen erhielt den polnischen Namen Głuszyno. Die meisten Einwohner wurden vertrieben. Ein Vertreibungstransport verließ im Mai 1946 Groß Gluschen. Für Kinder von Familien, die im Dorf verblieben waren, gab es ab 1951/52 für etwa fünf Jahre eine deutsche Schule. 
Später wurden in der Bundesrepublik Deutschland 146 und in der DDR 81 aus Groß Gluschen vertriebene Dorfbewohner ermittelt.
Głuszyno ist heute Teil der Gmina Potęgowo im Powiat Słupski in der Woiwodschaft Pommern (1975 bis 1998 Woiwodschaft Słupsk). Hier leben jetzt 272 Einwohner.

## Kirche
Vor 1945 war die Bevölkerung von Groß Gluschen fast ausnahmslos evangelischer Konfession. Das Dorf gehörte mit dreizehn umliegenden Orten zum Kirchspiel Dammen (heute polnisch: Damno) im Kirchenkreis Stolp-Altstadt im Ostsprengel der Kirchenprovinz Pommern der Kirche der Altpreußischen Union. Letzter deutscher Geistlicher war Pfarrer Magnus Erdmann.
Seit 1945 lebt eine überwiegend katholische Bevölkerung in Głuszyno. Es gehört jetzt zur Pfarrei Skórowo (Schurow) im Dekanat Główczyce (Glowitz) im Bistum Pelplin der Katholischen Kirche in Polen. Hier lebende evangelische Kirchenglieder gehören zum Filialdorf Główczyce (Glowitz) der Kreuzkirchengemeinde in Słupsk (Stolp) in der Diözese Pommern-Großpolen der Evangelisch-Augsburgischen Kirche in Polen.

## Schule
Bereits um 1784 wurde in Groß Gluschen ein Schulmeister erwähnt. In der im Jahre 1932 zweistufigen Volksschule unterrichtete ein Lehrer in zwei Klassen 57 Schulkinder. Eine neue einklassige Schule wurde am 9. Oktober 1938 eingeweiht. 

## Söhne und Töchter des Ortes
- Albert Gutzmann (1837–1910), deutscher Taubstummenlehrer